# Norma Gladys Cappagli
Norma Gladys Cappagli, född 20 september 1939 i Buenos Aires, död 22 december 2020 i Buenos Aires, var en argentinsk modell. Hon blev Miss World 1960. Hon blev den första argentinskan och den andra sydamerikanska kvinnan att vinna priset. Skönhetstävlingen hölls i London i Storbritannien.